# D'Angelo Russell

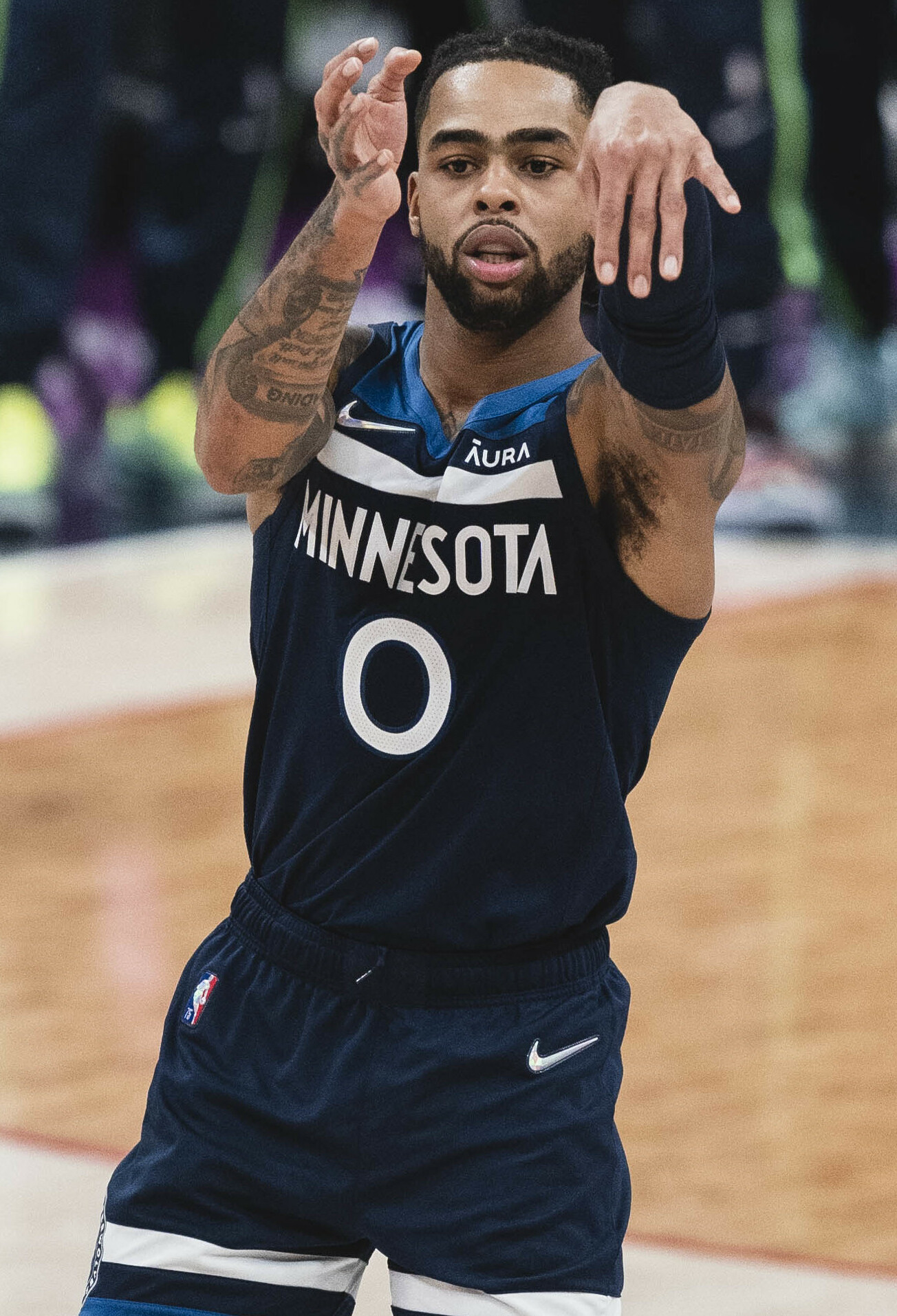
D'Angelo Russell, 2021.

D'Angelo Russell, född 23 februari 1996 i Louisville i Kentucky, är en amerikansk professionell basketspelare (PG) som spelar för Dallas Mavericks i National Basketball Association (NBA). Han har tidigare spelat för Los Angeles Kings, Brooklyn Nets, Golden State Warriors, Minnesota Timberwolves och Los Angeles Lakers.
Russell draftades av Los Angeles Lakers i första rundan i 2015 års draft som andre spelare totalt.
Innan han blev proffs studerade Russell vid Ohio State University och spelade för deras idrottsförening Ohio State Buckeyes.